# جانا (بازیکن فوتبال)
جانا (انگلیسی: Jana؛ زادهٔ ۲ آوریل ۱۹۸۸) بازیکن فوتبال اهل برزیل است.
از باشگاه‌هایی که در آن بازی کرده‌است می‌توان به باشگاه فوتبال سانتوس اشاره کرد.
وی همچنین در تیم ملی فوتبال زنان برزیل بازی کرده‌است.